# Busia (Uganda)
Busia ist eine Stadt im ostafrikanischen Staat Uganda mit 42.596 Einwohnern.

## Geographie
Busia liegt in der Ostregion Ugandas und ist Hauptstadt des gleichnamigen Distriktes. Die Stadt befindet sich gut 150 km östlich der Hauptstadt Kampala kurz vor der Grenze zu Kenia an der Fernstraße Richtung Nairobi und etwa 30 km nördlich des Ufers des Viktoriasees.

## Bevölkerungsentwicklung
| Jahr           | Einwohner |
| -------------- | --------- |
| Zensus 1969    | 1.146     |
| Zensus 1980    | 8.663     |
| Zensus 1991    | 27.967    |
| Zensus 2002    | 36.630    |
| Schätzung 2005 | 42.596    |